# Вртибог
Вртибог је увала на Старој планини, надомак села Гостуша. 

## Одлике
То је мања депресија, северно од села Гостуше, на надморској висини од 1.400 m. Вртибог је удубљење дугачко преко једног километра и широко до 200 метара. Највећи део терена изграђен је од набраних кречњака, а само северозападни део чине ситнозрни пешчари. У њима се јавља више слабих извора хладне планинске воде. После краћег површинског тока вода ових извора нестаје у вртачама и понорима, од којих су неки готово невидљиви. Геологија читавог терена указује да се вода која се губи у шупљинама кречњака у Вртибогу, после извесног подземног процеђивања, јавља на површину код села Бела, градећи Белско врело. 
Пространо и травом покривено дно Вртибога било је једно од средишта некада веома развијеног сточарства на Старој планини. На Вртибогу је подигнута задружна млекара у којој се израђује бели сир и надалеко чувени овчији качкаваљ. Качкаваљ и сир се испоручују тек у јесен када је довољно усољен и потпуно зрео. На овом сувату током читаве летње сезоне могу да се чувају по 2 – 3 хиљаде оваца. 
Вртибог нема површинско отицање, али има неколико слабијих извора чије су воде довољне за напајање стоке у току сезоне испаше.
Овај део Старе планине је јако изазован за планинаре. 